# أورور (فلم)
أورور (بالفرنسية: Aurore) هو فيلم درامي فرنسي من إخراج بلاندين لينوار. يحكي الفيلم عن أورور، سيدة مطلقة ذات خمسون عامًا وبلا عمل، وعلى وشك أن تصبح جدّة.

## وصلات خارجية
- أورور على موقع IMDb (الإنجليزية)
- أورور على موقع روتن توميتوز (الإنجليزية)
- أورور على موقع ألو سيني (الفرنسية)
- أورور على موقع أول موفي (الإنجليزية)
- أورور على موقع فيلمافينيتي (الإسبانية)
- أورور على موقع قاعدة بيانات الفيلم (الإنجليزية)
- أورور على موقع ليتربوكسد (الإنجليزية)
- أورور على موقع كينوبويسك (الروسية)